# سومادوا سوری
سومادوا سوری (انگلیسی: Somadeva Suri؛ 920 CE – ۱ ژانویهٔ ۰۹۵۰) نویسنده، یک راهب جین هندی در جنوب قرن دهم پس از میلاد (فل. ۹۵۹–۶۶، احتمالاً در منطقه بنگال در حدود ۹۲۰ به دنیا آمد)، نویسنده اثری معروف به «Upasakadyayana» فصل مربوط به پیروان غیر روحانی (اوپاساکاها)»، اثری مرکزی از ادبیات دیگامبارا شراوکاکارا، یعنی دستورالعمل‌ها و نسخه‌هایی برای شرواکاها یا پیروان غیر روحانی جین است.